# Макаров Валерій Володимирович
Макаров Валерій Володимирович — майор Збройних сил України, учасник російсько-української війни що брав участь в обороні міста Маріуполь під час російського вторгнення в Україну в 2022 році

Командир  107-го окремого батальйону територіальної оборони м. Маріуполь  ( в/ч А7273)